# كوغا ناكامورا
كوغا ناكامورا (باليابانية: 仲村 京雅) (25 أبريل 1996 في فوناباشي في اليابان – )؛ هو لاعب كرة قدم ياباني سابق كان يلعب كلاعب وسط.

## وصلات خارجية
- كوغا ناكامورا على موقع الاتحاد الدولي (مؤرشف)  (الإنجليزية)
- كوغا ناكامورا على موقع رابطة كرة القدم اليابانية للمحترفين (اليابانية)
- كوغا ناكامورا على موقع إي إس بي إن إف سي (الإنجليزية)
- كوغا ناكامورا على موقع قاعدة بيانات كرة القدم.إي يو (الإنجليزية)
- كوغا ناكامورا على موقع ناشيونال فوتبول تيمز (الإنجليزية)
- كوغا ناكامورا على موقع Soccerway.com (الإنجليزية)
- كوغا ناكامورا على موقع عالم كرة القدم.نت (الإنجليزية)